# Stuart Bingham
Pour les articles homonymes, voir Bingham.
Stuart Bingham est un joueur de snooker professionnel anglais, né le 21 mai 1976 à Basildon dans le comté d'Essex, en Angleterre.
Champion du monde de snooker amateur en 1996, il ne remporte sa première victoire sur le circuit professionnel que quinze ans plus tard, lors de l'Open d'Australie 2011. Le 4 mai 2015, il devient champion du monde de snooker professionnel. Depuis, il remporte trois autres tournois classés ; l'Open du pays de Galles 2017, l'Open d'Angleterre 2018 et l'Open de Gibraltar 2019. En janvier 2020, il soulève son deuxième trophée de triple couronne lors du Masters.
Bingham a aussi été numéro deux mondial, à l'issue de son titre mondial ; il occupe ce rang jusqu'à 2017. Il réussit plus de 500 centuries en carrière, dont neuf breaks de 147 points.
Il est surnommé Stuart « Ball-run » Bingham, surnom qui lui est attribué pendant sa carrière amateur parce que ses adversaires considéraient qu'il avait plus de chance que la normale. Encore aujourd'hui, certains observateurs s'accordent à dire qu'il fait partie des joueurs « chanceux ».

## Carrière

### Début de carrière difficile (1996-2005)
Bingham remporte le championnat du monde amateur en 1996, avant de perdre en finale contre Marco Fu l'année suivante. En 1999, il parvient pour la première fois de sa carrière à se qualifier pour un tournoi classé, lors de l'Open du pays de Galles. Il ne s'arrête pas là et s'impose sur Tony Drago, Gerard Greene et John Higgins, pour rejoindre les quarts de finale où il est battu par Joe Swail. En 2000, classé 97e mondial, il élimine Stephen Hendry au premier tour des championnats du monde professionnels. En 2002, il se qualifie de nouveau pour le tournoi et affronte au premier tour Ken Doherty. Au cours du match, Bingham manque la rose du break maximum et s'incline sur le score de 10 à 8. 

### Légère progression (2006-2010)
En 2005, il atteint les quarts de finale au championnat du Royaume-Uni, en battant notamment Matthew Stevens 9-3 sur son parcours. Il semble trouver plus de consistance cette saison puisqu'il se hisse en quart de finale d'un autre tournoi ; le Grand Prix, battant notamment Shaun Murphy. Toujours en 2005-2006, Bingham remporte le tournoi qualificatif au Masters. Cette saison plus qu'intéressante lui permet d'entrer pour la toute première fois dans le top 32 du classement mondial. L'année suivante, Bingham réitère et remporte de nouveau le titre. Il est également quart de finaliste à Shanghai.
En 2008, il atteint pour la deuxième fois de sa carrière le deuxième tour du championnat du monde, mais y est une nouvelle fois battu. L'année suivante, il se qualifie de nouveau pour l'épreuve, mais y est cette fois-ci battu d'entrée par Ronnie O'Sullivan, 10 à 5. Pour la première fois de sa carrière, Bingham se retrouve aux portes du top 20 mondial.
Après une saison 2009-2010 moyenne, Bingham est menacé et redescend au classement. En fin d'année 2010, il parvient à atteindre pour la deuxième fois de sa carrière les quarts de finale au championnat du Royaume-Uni, éliminant notamment O'Sullivan par 9 manches à 6. Il s'incline finalement contre son rival Mark Allen.

### Premier titre et progression fulgurante au classement (2011-2014)

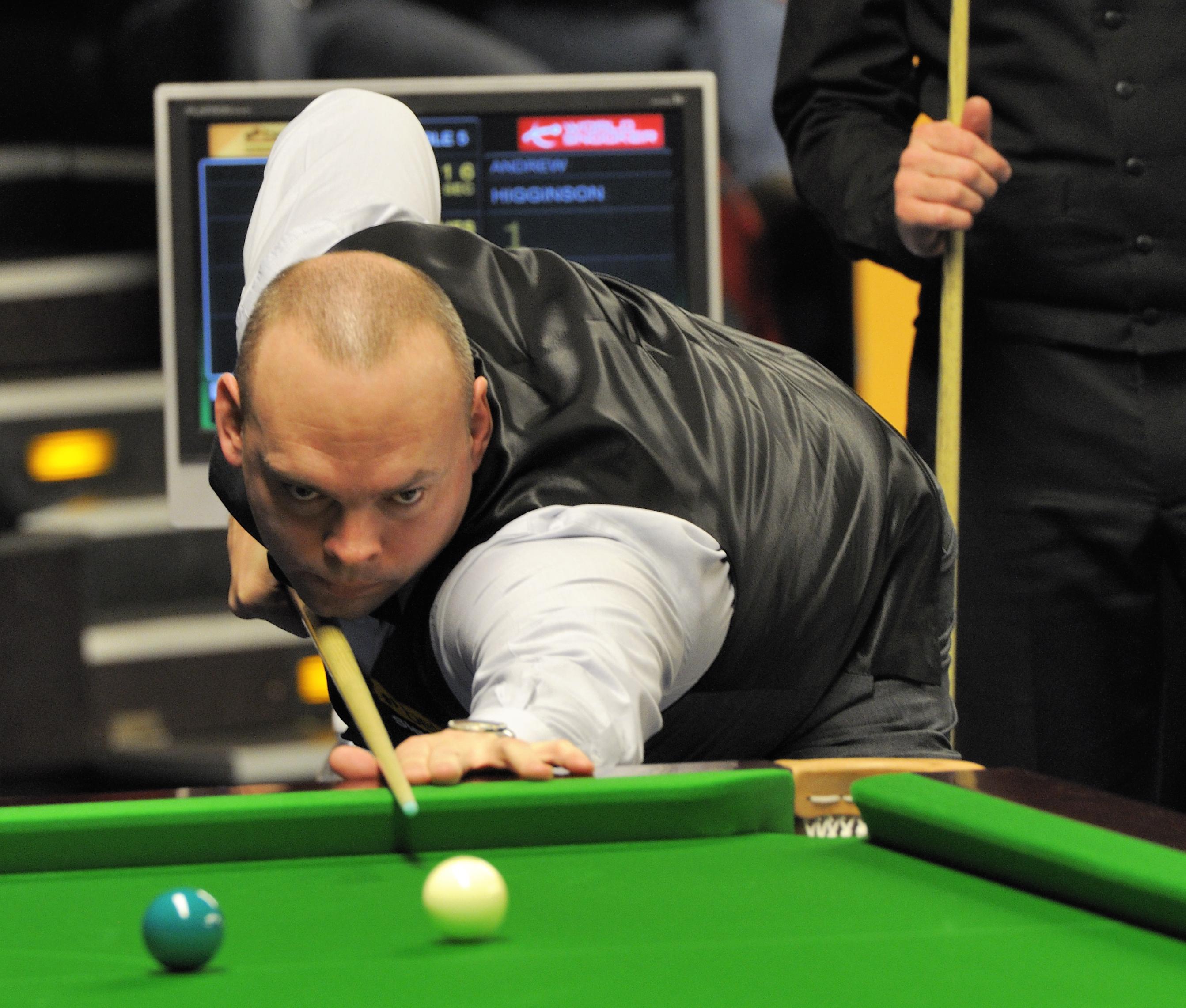
Bingham lors du Masters d'Allemagne 2013.

En avril 2011, Bingham rate une grosse opportunité dans sa carrière ; alors opposé à Ding Junhui au deuxième tour du championnat du monde, il mène par 12 manches à 9 (le match se jouant au meilleur des 25 manches), mais finit par s'incliner dans la manche décisive. En plus d'être son premier quart de finale sur le tournoi, cette performance lui aurait été favorable pour une première percée dans le top 16 du classement.
Il signe son premier succès majeur en 2011, en remportant l'Open d'Australie en tant que qualifié. Il élimine quatre top 16 et remporte le tournoi, ainsi qu'un prix de 60 000 AU$. Cette performance lui vaut d'intégrer à son tour le top 16. Bingham continue sa progression en 2012, remportant la première ligue, un tournoi non classé, ainsi que les épreuves une et trois du circuit asiatique des joueurs, deux tournois classés mineurs. Il se classe alors 10e du classement mondial, son meilleur classement à l'époque. 
Toujours en 2012, il atteint une nouvelle finale classée qu'il perd cependant au Classique de Wuxi. En 2013, il perd une nouvelle finale ; cette fois-ci contre Stephen Maguire à l'Open du pays de Galles. En toute fin de saison, Bingham dispute son tout premier quart de finale au Crucible Theatre, mais il est nettement battu par Ronnie O'Sullivan. En fin d'année, il se hisse en demi-finale du championnat du Royaume-Uni, éliminant cette fois-ci O'Sullivan (6-4) en quart de finale. Il finit par perdre contre Neil Robertson (9-8).
Il remporte son deuxième titre dans un tournoi classé aux Masters de Shanghai 2014, signant des victoires sur Ding Junhui (no 1 mondial) et Mark Allen (no 10). En toute fin d'année, il retrouve encore une fois les demi-finales à York, s'inclinant contre Ronnie O'Sullivan sur la belle.

### Titre de champion du monde en 2015

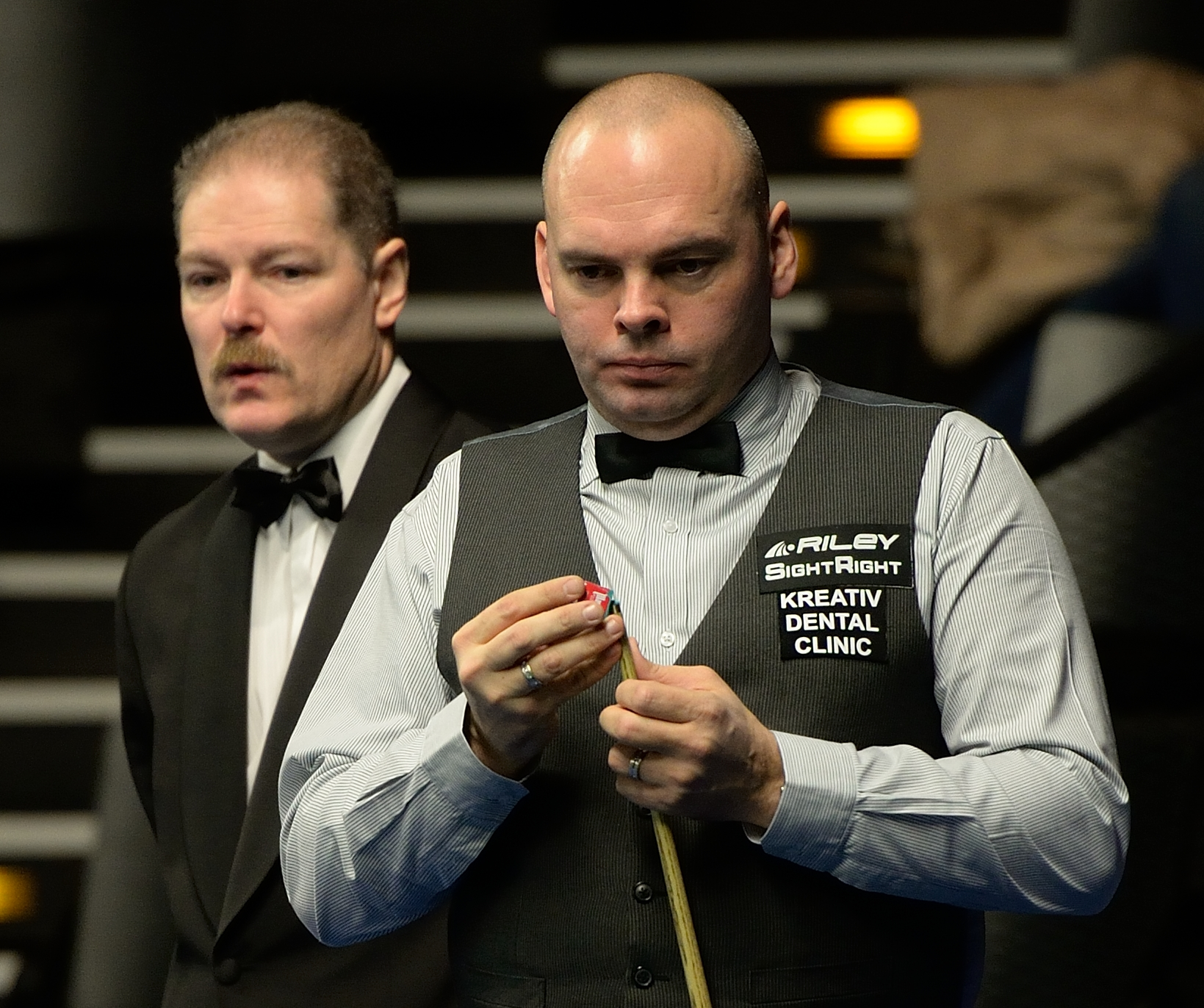
Stuart Bingham et Jan Scheers (arbitre) en 2015.

Lors du championnat du monde, Bingham officie en tant que dixième tête de série. Son premier match l'oppose à Robbie Williams. La rencontre est relativement décousue et disputée ; Bingham finit tout de même par s'imposer à l’expérience ; 10 contre 7. Son deuxième tour contre Graeme Dott semble plus difficile sur le papier. Contre toute attente, Stuart Bingham expédie son adversaire sur le score de 13-5, atteignant pour la deuxième fois de sa carrière les quarts de finale sur l'épreuve. Dans son quart de finale qui l'oppose à la légende Ronnie O'Sullivan, Bingham est loin de partir favori. Pourtant, Bingham prend l'avantage dans la première session, inscrivant notamment un break de 145 points. O'Sullivan parvient ensuite à mener 9-8. À la surprise générale, Ronnie craque complètement et s'incline sans remporter de nouvelle partie (13-9). Sa première demi-finale au championnat est loin d'être facile sur le papier ; Bingham affronte Judd Trump, contre qui il a toujours eu du mal à gagner. Cependant, Bingham maintient une avance de deux manches à la fin de chacune des trois premières sessions ; menant 5-3, 9-7, puis 13-11. À 14-16, Trump signe deux centuries pour forcer son adversaire à jouer une manche décisive. En état de grâce, Bingham remporte cette manche et file en finale. En finale, il retrouve Shaun Murphy. Murphy commence mieux, remportant les trois premières manches de la finale. Bingham, toujours autant accrocheur, parvient à finir la première session à quatre partout. Murphy commence mieux la deuxième session, menant rapidement 8-4. Une fois de plus, Bingham s'accroche et revient à 8-9. Dans la troisième session, Bingham revient très en forme, remportant la majorité des manches pour filer à 14-11. Le 4 mai 2015, Bingham remporte le championnat du monde de snooker en battant en finale Shaun Murphy, sur le score de 18-15. Le tournant du match se produit à 15-15 : il remporte la 31e manche au bout de 64 minutes, grâce notamment à 38 points « offerts » par son adversaire à la suite de snookers. Cette performance lui vaut d'atteindre son meilleur classement en carrière : la 2e place mondiale.

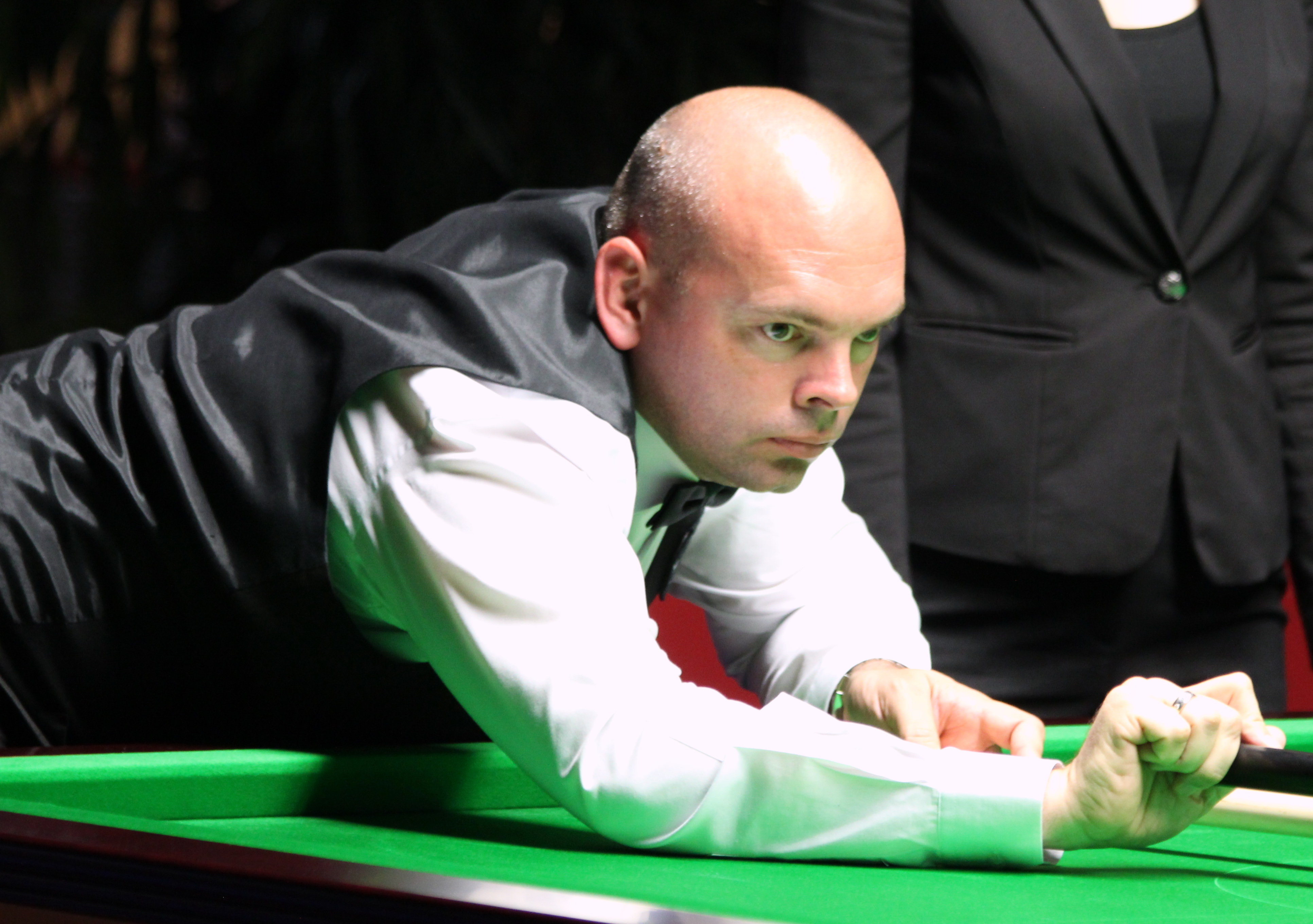
Stuart Bingham en 2016.

### Confirmation (2016-2019)
Sa saison 2016-2017 s'avère très réussie : après avoir atteint les demi-finales de quatre tournois classés (Masters de Shanghai, Open d'Angleterre, championnat international et Masters d'Allemagne), ainsi que les finales de deux tournois non-classés (championnat de Chine et championnat du monde à six billes rouges) et la finale du Grand Prix mondial, il s'impose le 19 février 2017 face à son compatriote Judd Trump par 9 manches à 8, en finale de l'Open du Pays de Galles. 
En octobre de la même année, Bingham est battu par Trump en finale du Masters d'Europe. Le reste de l'année 2017 est en revanche marqué par une suspension de trois mois pour cause de paris illégaux.
Bingham fait son retour en 2018, et remporte un cinquième titre dans un tournoi classé à l'Open d'Angleterre, battant son compatriote Mark Davis en finale, sur le score de 9 manches à 7. En novembre, il est également demi-finaliste au championnat du Royaume-Uni où il est défait par Mark Allen. En 2019, il dispute une nouvelle finale dans un tournoi classé à l'Open de Gibraltar. Il retrouve le tenant du titre de l'épreuve, Ryan Day et s'impose sans trop de difficultés, par 4 manches à 1, glanant un sixième succès majeur en carrière. Il perd également une nouvelle finale sur l'Open du pays de Galles. Quelques semaines plus tard, Bingham réalise son cinquième 147 dans un tournoi professionnel à l'Open de Chine. 

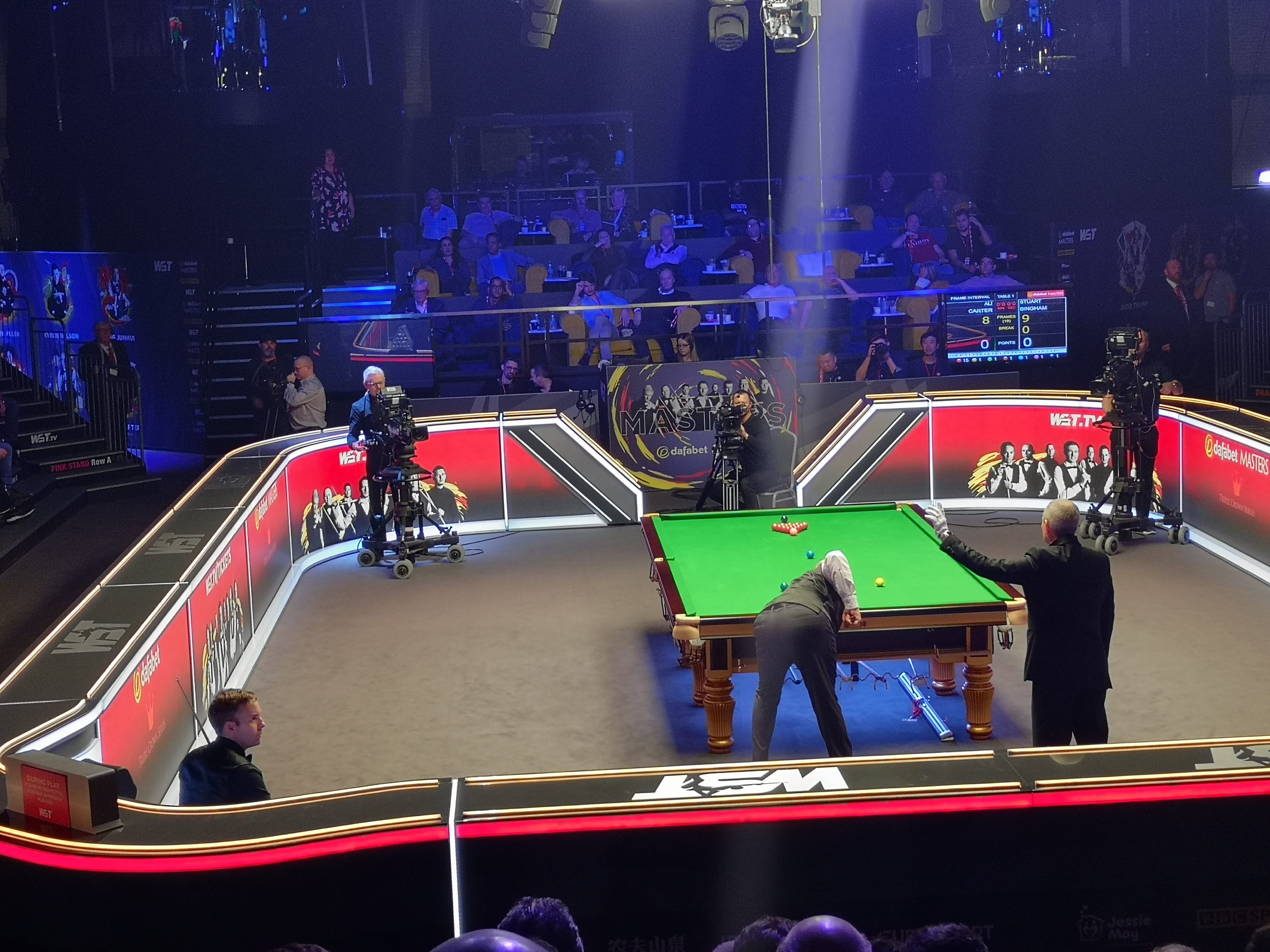
Stuart Bingham (à la table) lors de la finale du Masters 2020.

### Titre au Masters (depuis 2020)
Le 19 janvier 2020, il s'adjuge son deuxième succès sur un tournoi de la triple couronne au Masters de snooker, disposant d'Ali Carter dans une finale conclue 10-8. Il se voit remettre par la même occasion la dotation de 250 000 £. Par ailleurs, dans les tours qui précèdent, il a éliminé Mark Williams, Kyren Wilson et David Gilbert. Il devient aussi le vainqueur le plus âgé du tournoi depuis Ray Reardon en 1976, à plus de 43 ans.
Après une saison 2020-2021 sans grands résultats, Bingham retrouve de la confiance du côté du championnat du monde où, après être passé par les qualifications, il rejoint la demi-finale pour la seconde fois de sa carrière, après sa victoire en 2015. Il élimine notamment Ding Junhui au premier tour et Anthony McGill en quart de finale. Il est défait par Mark Selby, malgré une belle resistance.  
La saison suivante se trouve également moyenne. Il se contente d'une finale au championnat de la ligue, où il perd contre l'Écossais John Higgins. À l'Open de Gibraltar, il réussit le neuvième break royal de sa carrière professionnelle puis s'incline en quart de finale. Il termine sa campagne sur une meilleure note, atteignant un deuxième quart de finale consécutif au mondial, qu'il perd sur Judd Trump (13-8), malgré avoir mené 8-5. Néanmoins, comme depuis quatre ans, il termine la saison en dehors du top 10 mondial.   
Après deux saisons durant lesquelles Bingham se montre inexistant, il parvient à hausser son niveau de jeu lors du tournoi le plus important de l'année : le championnat du monde. Il y domine successivement Gary Wilson et Jack Lisowski, pour rejoindre son cinquième quart de finale dans le tournoi,. Là, il retrouve Ronnie O'Sullivan, neuf ans après l'avoir éliminé au même stade de la compétition. Si le match est très équilibré au départ, Bingham parvient à se détacher après la mi-session de la dernière séance, ne faisant qu'une bouchée du septuple champion du monde et remportant les trois manches qui lui manquaient pour s'imposer. Pour sa troisième demi-finale au Crucible, Bingham est surpris par l'étonnant Jak Jones, qui le domine sur le score de 17-12.   

Sa saison 2024-2025 est principalement marquée par une finale au Grand Prix mondial où il élimine Mark Williams, Mark Selby et Judd Trump,,. Cependant, il est ensuite humilié par Neil Robertson (10-0).   

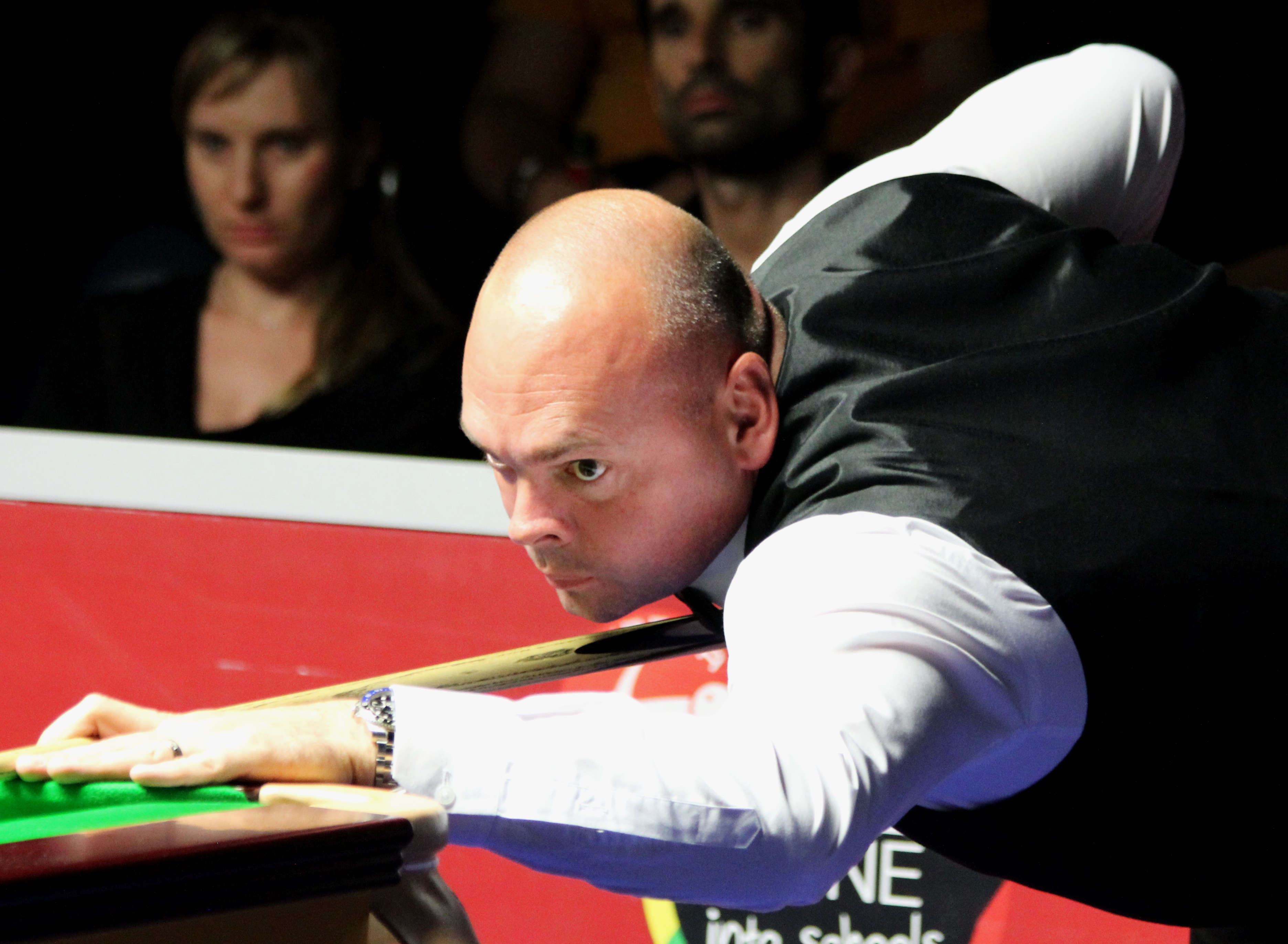
Stuart Bingham (2016).

## Suspension pour paris illégaux
Le 24 octobre 2017, la World Professional Billiards and Snooker Association (WPBSA) annonce la suspension de Bingham pour avoir parié sur des matchs de snooker, ce qui est pourtant interdit par la fédération. Il fait son retour à la compétition à la fin du mois de février 2018 après trois mois de suspension.
Il écope également d'une amende de 20 000 £.

## Vie personnelle
Bingham a épousé Michelle Shabi en 2013, lors d'une cérémonie organisée à Chypre. Le couple a un fils, Shae, né en 2011, une fille, Marnie Rose, née en janvier 2017 et la fille de Michelle, Tegan, née en 2003. 
Passionné de golf depuis toujours, Stuart Bingham se limite à le pratiquer uniquement pendant l'inter-saison, afin de rester concentré sur son snooker.

## Palmarès

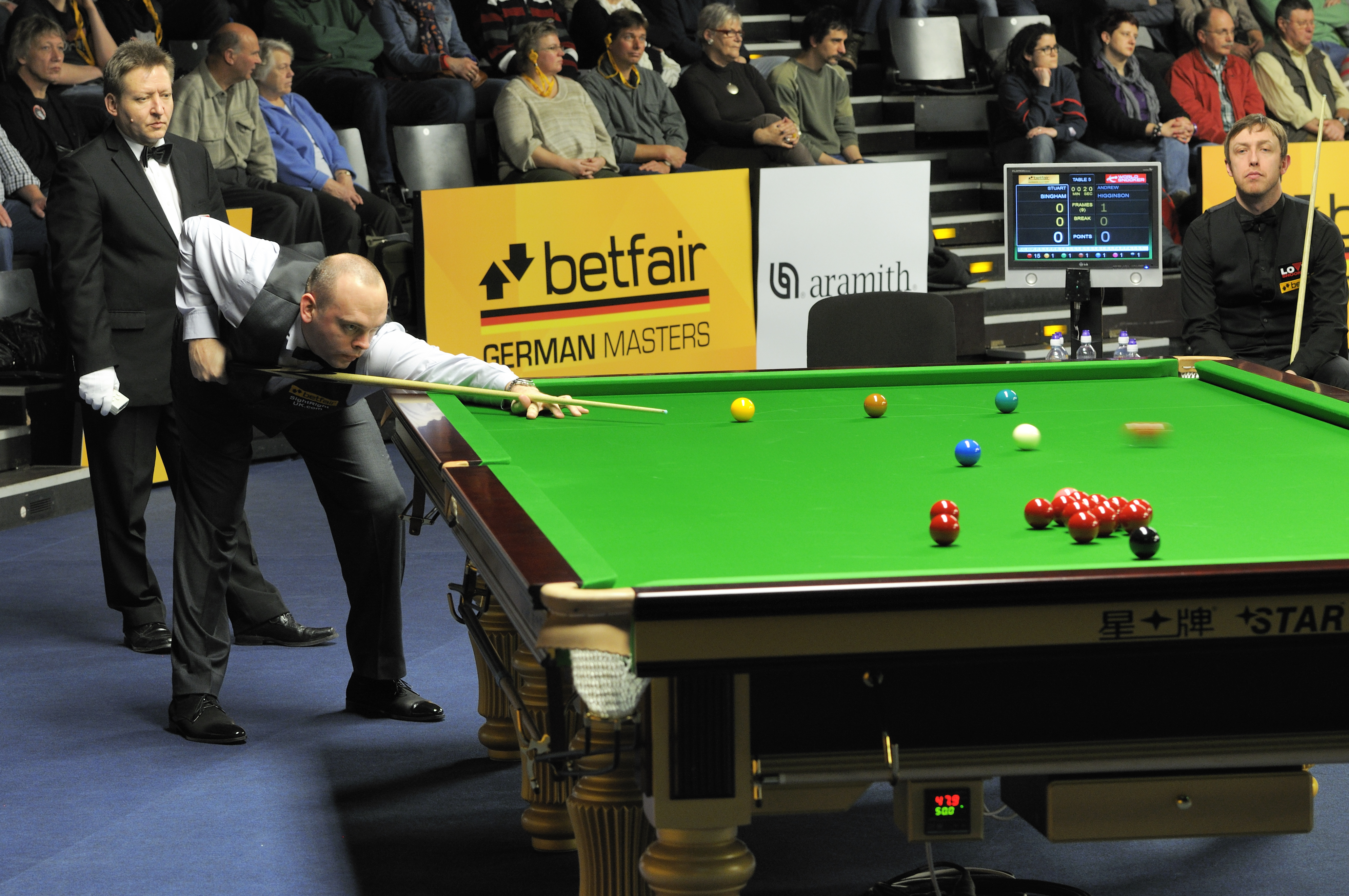
Stuart Bingham (à la table) au Masters d'Allemagne 2013.

| Légende | Catégorie                      | Titres                         | Finales                        |
|         | Tournois classés               | 6                              | 6                              |
|         | Tournois classés mineurs       | 4                              | 0                              |
|         | Tournois non classés           | 7                              | 6                              |
|         | Tournois alternatifs           | 0                              | 2                              |
|         | Tournois pro-am                | 11                             | 1                              |
|         | Circuit du challenge           | 1                              | 0                              |
|         | Tournois amateurs              | 2                              | 2                              |
| Gras    | Tournois de la triple couronne | Tournois de la triple couronne | Tournois de la triple couronne |

### Titres

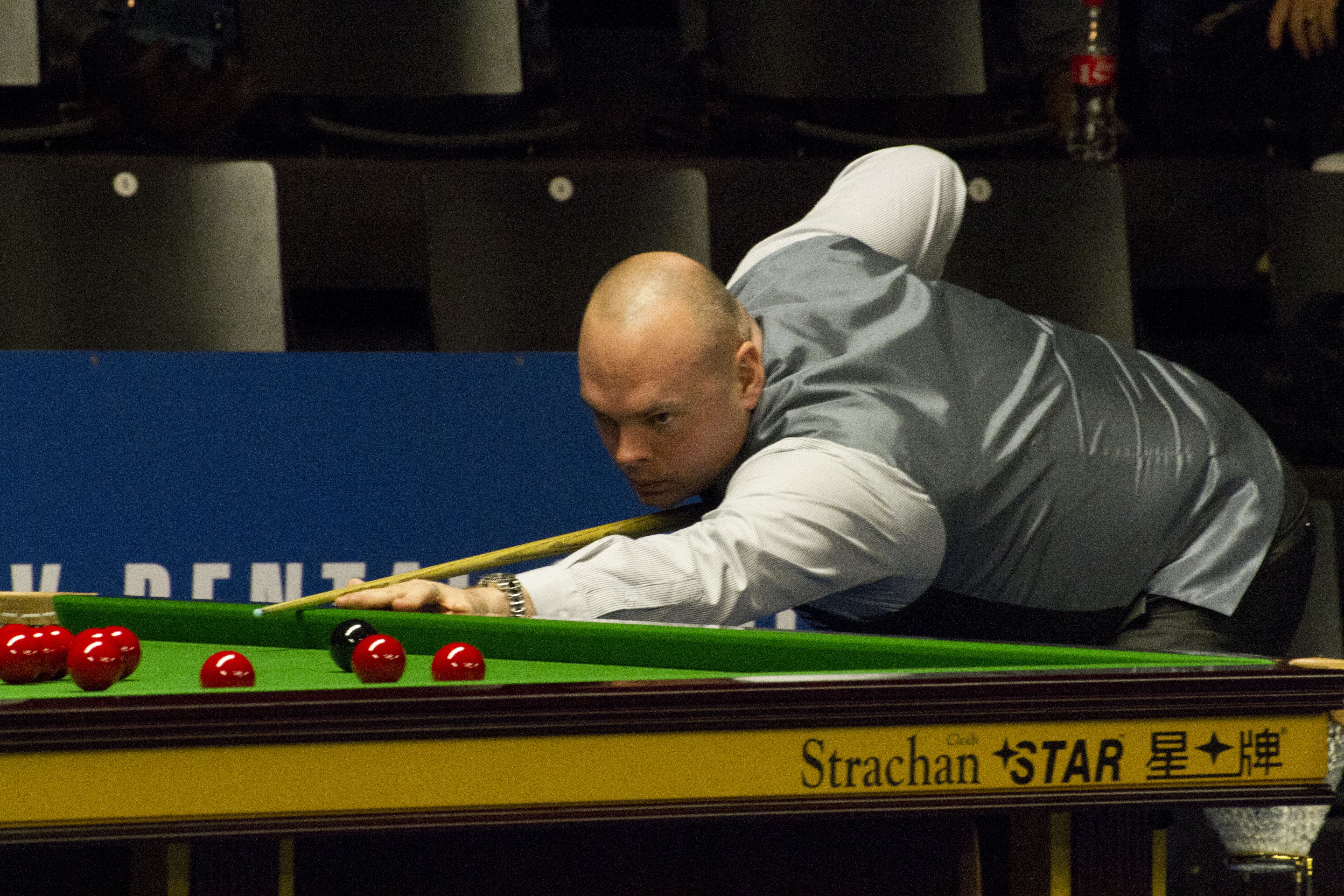
Stuart Bingham en 2015.

| Saison    | Nom du tournoi                            | Lieu         | Finaliste       | Score | Tableau |
| 1996      | Championnat d'Angleterre amateur          |              | Peter Lines     | 8-4   |         |
| 1996      | Championnat du monde amateur              | New Plymouth | Stan Gorski     | 11-5  |         |
| 1998-1999 | Circuit du Royaume-Uni (épreuve 3)        | Prestatyn    | Matthew Couch   | 6-1   |         |
| 1999-2000 | Championnat de Merseyside                 | Liverpool    | Stuart Pettman  | 5-1   |         |
| 2001-2002 | Circuit de la WPBSA (épreuve 6)           | Prestatyn    | Matthew Selt    | 5-4   |         |
| 2003-2004 | Tournoi pro-am Pontins (printemps)        | Prestatyn    | Wayne Cooper    | 5-3   |         |
| 2004-2005 | Tournoi pro-am Pontins (automne)          | Prestatyn    | Mark Davis      | 5-2   |         |
| 2005-2006 | Tournoi pro-am Pontins (printemps) (2)    | Prestatyn    | Tom Harris      | 5-2   |         |
| 2005-2006 | Épreuve qualificative au Masters          | Londres      | Ali Carter      | 6-3   |         |
| 2006-2007 | Tournoi pro-am Pontins (épreuve 3 pro-am) | Prestatyn    | Ricky Walden    | 4-2   |         |
| 2006-2007 | Épreuve qualificative au Masters (2)      | Londres      | Mark Selby      | 6-2   |         |
| 2007-2008 | Tournoi Pontins pro-am - Épreuve 1        | Prestatyn    | Judd Trump      | 4-1   |         |
| 2007-2008 | Tournoi pro-am Pontins (épreuve 2 pro-am) | Prestatyn    | Robbie Williams | 4-2   |         |
| 2007-2008 | Open des Pays-Bas                         | Bois-le-Duc  | Joe Swail       | 6-3   |         |
| 2008-2009 | Open d'Angleterre Paul Hunter             | Leeds        | David Grace     | 6-0   |         |
| 2008-2009 | Tournoi pro-am Pontins (séries mondiales) | Prestatyn    | Ken Doherty     | 3-1   |         |
| 2011-2012 | Open d'Australie                          | Bendigo      | Mark Williams   | 9-8   | Tableau |
| 2012-2013 | Pink Ribbon                               | Gloucester   | Peter Lines     | 4-0   |         |
| 2012-2013 | Open de Zhangjiagang                      | Zhangjiagang | Stephen Lee     | 4-3   | Tableau |
| 2012-2013 | Open de Zhengzhou                         | Zhengzhou    | Li Hang         | 4-3   | Tableau |
| 2012-2013 | Première ligue                            | Grimsby      | Judd Trump      | 7-2   | Tableau |
| 2013-2014 | Open de Dongguan                          | Dongguan     | Liang Wenbo     | 4-1   | Tableau |
| 2014-2015 | Masters de Shanghai                       | Shanghai     | Mark Allen      | 10-3  | Tableau |
| 2014-2015 | Open de Haining                           | Haining      | Oliver Lines    | 4-0   | Tableau |
| 2014-2015 | Championnat de la ligue                   | Stock        | Mark Davis      | 3-2   | Tableau |
| 2014-2015 | Championnat du monde                      | Sheffield    | Shaun Murphy    | 18-15 | Tableau |
| 2016-2017 | Open du Pays de Galles                    | Cardiff      | Judd Trump      | 9-8   | Tableau |
| 2018-2019 | Open d'Angleterre                         | Crawley      | Mark Davis      | 9-7   | Tableau |
| 2018-2019 | Open de Gibraltar                         | Gibraltar    | Ryan Day        | 4-1   | Tableau |
| 2019-2020 | Pink Ribbon (2)                           | Gloucester   | Mark Allen      | 4-3   |         |
| 2019-2020 | Masters                                   | Londres      | Ali Carter      | 10-8  | Tableau |

### Finales
| Saison    | Nom du tournoi                                | Lieu      | Finaliste         | Score | Tableau |
| 1997      | Championnat du monde amateur                  | Bulawayo  | Marco Fu          | 10-11 |         |
| 1998      | Open d'Angleterre amateur                     |           | Shailesh Jogia    | 2-5   |         |
| 2000-2001 | Championnat Benson & Hedges                   | Prestatyn | Shaun Murphy      | 7-9   |         |
| 2007-2008 | Tournoi pro-am Pontins (épreuve 4 pro-am)     | Prestatyn | Joe Perry         | 3-4   |         |
| 2008-2009 | Internationaux de snooker à six billes rouges | Bangkok   | Ricky Walden      | 3-8   | Tableau |
| 2012-2013 | Classique de Wuxi                             | Wuxi      | Ricky Walden      | 4-10  | Tableau |
| 2012-2013 | Open du Pays de Galles                        | Newport   | Stephen Maguire   | 8-9   | Tableau |
| 2013-2014 | Champion des champions                        | Coventry  | Ronnie O'Sullivan | 8-10  | Tableau |
| 2013-2014 | Snooker Shoot-Out                             | Blackpool | Dominic Dale      | 0-1   | Tableau |
| 2015-2016 | Grand Prix mondial                            | Llandudno | Shaun Murphy      | 9-10  | Tableau |
| 2016-2017 | Championnat du monde à six billes rouges (2)  | Bangkok   | Ding Junhui       | 7-8   | Tableau |
| 2016-2017 | Championnat de Chine                          | Guangzhou | John Higgins      | 7-10  | Tableau |
| 2017-2018 | Masters de Roumanie                           | Bucarest  | Ryan Day          | 8-10  | Tableau |
| 2017-2018 | Masters d'Europe                              | Lommel    | Judd Trump        | 7-9   | Tableau |
| 2018-2019 | Open du Pays de Galles (2)                    | Cardiff   | Neil Robertson    | 7-9   | Tableau |
| 2021-2022 | Championnat de la ligue                       | Leicester | John Higgins      | 2-3   | Tableau |
| 2024-2025 | Grand Prix mondial (2)                        | Hong Kong | Neil Robertson    | 0-10  | Tableau |

## Résultats en tournois
| Classement,                                         | NC                   | 327                  | NC                   | 164                  | 93                   | 43                   | 44                   | 57                   | 43                   | 37                   | 37                   | 24                   | 23                   | 21                   | 21                   | 29                    | 17                    | 16                    | 6                     | 12                    | 2                     | 2                    | 9                    | 13                | 13                |                   |                   |                   |                   |                   |                   |                   |                   |                   |                   |                   |                   |                   |                   |                   |                |                |            |    |
| Tournois classés                                    |                      |                      |                      |                      |                      |                      |                      |                      |                      |                      |                      |                      |                      |                      |                      |                       |                       |                       |                       |                       |                       |                      |                      |                   |                   |                   |                   |                   |                   |                   |                   |                   |                   |                   |                   |                   |                   |                   |                   |                   |                |                |            |    |
| Masters de Riga                                     | Tournoi non existant | Tournoi non existant | Tournoi non existant | Tournoi non existant | Tournoi non existant | Tournoi non existant | Tournoi non existant | Tournoi non existant | Tournoi non existant | Tournoi non existant | Tournoi non existant | Tournoi non existant | Tournoi non existant | Tournoi non existant | Tournoi non existant | Tournoi non existant  | Tournoi non existant  | Tournoi non existant  | Tournoi non existant  | CM                    | CM                    | 3T                   | 1T                   | DQ                | DQ                |                   |                   |                   |                   |                   |                   |                   |                   |                   |                   |                   |                   |                   |                   |                   |                |                |            |    |
| Championnat international                           | Tournoi non existant | Tournoi non existant | Tournoi non existant | Tournoi non existant | Tournoi non existant | Tournoi non existant | Tournoi non existant | Tournoi non existant | Tournoi non existant | Tournoi non existant | Tournoi non existant | Tournoi non existant | Tournoi non existant | Tournoi non existant | Tournoi non existant | Tournoi non existant  | Tournoi non existant  | 1T                    | 3T                    | 3T                    | 1T                    | DF                   | F                    | 1T                | 2T                |                   |                   |                   |                   |                   |                   |                   |                   |                   |                   |                   |                   |                   |                   |                   |                |                |            |    |
| Championnat de Chine                                | Tournoi non existant | Tournoi non existant | Tournoi non existant | Tournoi non existant | Tournoi non existant | Tournoi non existant | Tournoi non existant | Tournoi non existant | Tournoi non existant | Tournoi non existant | Tournoi non existant | Tournoi non existant | Tournoi non existant | Tournoi non existant | Tournoi non existant | Tournoi non existant  | Tournoi non existant  | Tournoi non existant  | Tournoi non existant  | Tournoi non existant  | Tournoi non existant  | NC                   | 1T                   | 2T                | DQ                |                   |                   |                   |                   |                   |                   |                   |                   |                   |                   |                   |                   |                   |                   |                   |                |                |            |    |
| Open d'Angleterre                                   | Tournoi non existant | Tournoi non existant | Tournoi non existant | Tournoi non existant | Tournoi non existant | Tournoi non existant | Tournoi non existant | Tournoi non existant | Tournoi non existant | Tournoi non existant | Tournoi non existant | Tournoi non existant | Tournoi non existant | Tournoi non existant | Tournoi non existant | Tournoi non existant  | Tournoi non existant  | Tournoi non existant  | Tournoi non existant  | Tournoi non existant  | Tournoi non existant  | DF                   | 3T                   | V                 | 2T                |                   |                   |                   |                   |                   |                   |                   |                   |                   |                   |                   |                   |                   |                   |                   |                |                |            |    |
| Open mondial                                        | DQ                   | DQ                   | A                    | DQ                   | 1T                   | DQ                   | DQ                   | DQ                   | 1T                   | DQ                   | QF                   | RR                   | RR                   | DQ                   | 1T                   | DQ                    | 1T                    | 2T                    | 2T                    | Non tenu              | Non tenu              | 2T                   | 2T                   | DQ                | QF                |                   |                   |                   |                   |                   |                   |                   |                   |                   |                   |                   |                   |                   |                   |                   |                |                |            |    |
| Open d'Irlande du Nord                              | Tournoi non existant | Tournoi non existant | Tournoi non existant | Tournoi non existant | Tournoi non existant | Tournoi non existant | Tournoi non existant | Tournoi non existant | Tournoi non existant | Tournoi non existant | Tournoi non existant | Tournoi non existant | Tournoi non existant | Tournoi non existant | Tournoi non existant | Tournoi non existant  | Tournoi non existant  | Tournoi non existant  | Tournoi non existant  | Tournoi non existant  | Tournoi non existant  | A                    | A                    | 1T                | 3T                |                   |                   |                   |                   |                   |                   |                   |                   |                   |                   |                   |                   |                   |                   |                   |                |                |            |    |
| Championnat du Royaume-Uni                          | DQ                   | DQ                   | A                    | DQ                   | DQ                   | 1T                   | DQ                   | 1T                   | 2T                   | DQ                   | QF                   | 3T                   | 2T                   | 1T                   | 2T                   | QF                    | 1T                    | QF                    | DF                    | DF                    | 3T                    | 2T                   | A                    | DF                | 4T                |                   |                   |                   |                   |                   |                   |                   |                   |                   |                   |                   |                   |                   |                   |                   |                |                |            |    |
| Open d'Écosse                                       | DQ                   | DQ                   | A                    | DQ                   | 2T                   | DQ                   | 1T                   | 1T                   | 2T                   | Tournoi non tenu     | Tournoi non tenu     | Tournoi non tenu     | Tournoi non tenu     | Tournoi non tenu     | Tournoi non tenu     | Tournoi non tenu      | Tournoi non tenu      | CM                    | Tournoi non tenu      | Tournoi non tenu      | Tournoi non tenu      | 1T                   | A                    | 1T                | 1T                |                   |                   |                   |                   |                   |                   |                   |                   |                   |                   |                   |                   |                   |                   |                   |                |                |            |    |
| Masters d'Europe                                    | Tournoi non existant | Tournoi non existant | Tournoi non existant | Tournoi non existant | Tournoi non existant | Tournoi non existant | Tournoi non existant | Tournoi non existant | Tournoi non existant | Tournoi non existant | Tournoi non existant | Tournoi non existant | Tournoi non existant | Tournoi non existant | Tournoi non existant | Tournoi non existant  | Tournoi non existant  | Tournoi non existant  | Tournoi non existant  | Tournoi non existant  | Tournoi non existant  | DQ                   | F                    | 2T                | DQ                |                   |                   |                   |                   |                   |                   |                   |                   |                   |                   |                   |                   |                   |                   |                   |                |                |            |    |
| Masters d'Allemagne                                 | DQ                   | DQ                   | A                    | NC                   | Tournoi non existant | Tournoi non existant | Tournoi non existant | Tournoi non existant | Tournoi non existant | Tournoi non existant | Tournoi non existant | Tournoi non existant | Tournoi non existant | Tournoi non existant | Tournoi non existant | DQ                    | 2T                    | 1T                    | 1T                    | 2T                    | 2T                    | DF                   | A                    | 2T                | DQ                |                   |                   |                   |                   |                   |                   |                   |                   |                   |                   |                   |                   |                   |                   |                   |                |                |            |    |
| Grand Prix mondial                                  | Tournoi non existant | Tournoi non existant | Tournoi non existant | Tournoi non existant | Tournoi non existant | Tournoi non existant | Tournoi non existant | Tournoi non existant | Tournoi non existant | Tournoi non existant | Tournoi non existant | Tournoi non existant | Tournoi non existant | Tournoi non existant | Tournoi non existant | Tournoi non existant  | Tournoi non existant  | Tournoi non existant  | Tournoi non existant  | NC                    | F                     | 1T                   | 2T                   | 2T                | 1T                |                   |                   |                   |                   |                   |                   |                   |                   |                   |                   |                   |                   |                   |                   |                   |                |                |            |    |
| Open du Pays de Galles                              | DQ                   | DQ                   | A                    | QF                   | 2T                   | DQ                   | DQ                   | DQ                   | DQ                   | 1T                   | DQ                   | 2T                   | 3T                   | DQ                   | 1T                   | 1T                    | 2T                    | F                     | 4T                    | 4T                    | 1T                    | V                    | 3T                   | F                 | 3T                |                   |                   |                   |                   |                   |                   |                   |                   |                   |                   |                   |                   |                   |                   |                   |                |                |            |    |
| Shoot-Out                                           | Tournoi non existant | Tournoi non existant | Tournoi non existant | Tournoi non existant | Tournoi non existant | Tournoi non existant | Tournoi non existant | Tournoi non existant | Tournoi non existant | Tournoi non existant | Tournoi non existant | Tournoi non existant | Tournoi non existant | Tournoi non existant | Tournoi non existant | Tournoi non classé    | Tournoi non classé    | Tournoi non classé    | Tournoi non classé    | Tournoi non classé    | Tournoi non classé    | 1T                   | 4T                   | QF                | 1T                |                   |                   |                   |                   |                   |                   |                   |                   |                   |                   |                   |                   |                   |                   |                   |                |                |            |    |
| Championnat des joueurs                             | Tournoi non existant | Tournoi non existant | Tournoi non existant | Tournoi non existant | Tournoi non existant | Tournoi non existant | Tournoi non existant | Tournoi non existant | Tournoi non existant | Tournoi non existant | Tournoi non existant | Tournoi non existant | Tournoi non existant | Tournoi non existant | Tournoi non existant | 2T                    | NQ                    | 1T                    | 1T                    | DF                    | NQ                    | 1T                   | NQ                   | QF                | NQ                |                   |                   |                   |                   |                   |                   |                   |                   |                   |                   |                   |                   |                   |                   |                   |                |                |            |    |
| Open de Gibraltar                                   | Tournoi non existant | Tournoi non existant | Tournoi non existant | Tournoi non existant | Tournoi non existant | Tournoi non existant | Tournoi non existant | Tournoi non existant | Tournoi non existant | Tournoi non existant | Tournoi non existant | Tournoi non existant | Tournoi non existant | Tournoi non existant | Tournoi non existant | Tournoi non existant  | Tournoi non existant  | Tournoi non existant  | Tournoi non existant  | Tournoi non existant  | CM                    | A                    | QF                   | V                 | 3T                |                   |                   |                   |                   |                   |                   |                   |                   |                   |                   |                   |                   |                   |                   |                   |                |                |            |    |
| Championnat du circuit                              | Tournoi non existant | Tournoi non existant | Tournoi non existant | Tournoi non existant | Tournoi non existant | Tournoi non existant | Tournoi non existant | Tournoi non existant | Tournoi non existant | Tournoi non existant | Tournoi non existant | Tournoi non existant | Tournoi non existant | Tournoi non existant | Tournoi non existant | Tournoi non existant  | Tournoi non existant  | Tournoi non existant  | Tournoi non existant  | Tournoi non existant  | Tournoi non existant  | Tournoi non existant | Tournoi non existant | QF                | NQ                |                   |                   |                   |                   |                   |                   |                   |                   |                   |                   |                   |                   |                   |                   |                   |                |                |            |    |
| Championnat du monde                                | DQ                   | DQ                   | DQ                   | DQ                   | 2T                   | DQ                   | 1T                   | DQ                   | DQ                   | DQ                   | DQ                   | DQ                   | 2T                   | 1T                   | DQ                   | 2T                    | 1T                    | QF                    | 1T                    | V                     | 1T                    | 2T                   | 1T                   | 2T                | 2T                |                   |                   |                   |                   |                   |                   |                   |                   |                   |                   |                   |                   |                   |                   |                   |                |                |            |    |
| Tournois non classés                                |                      |                      |                      |                      |                      |                      |                      |                      |                      |                      |                      |                      |                      |                      |                      |                       |                       |                       |                       |                       |                       |                      |                      |                   |                   |                   |                   |                   |                   |                   |                   |                   |                   |                   |                   |                   |                   |                   |                   |                   |                |                |            |    |
| Classique Paul Hunter                               | Tournoi non existant | Tournoi non existant | Tournoi non existant | Tournoi non existant | Tournoi non existant | Tournoi non existant | Tournoi non existant | Tournoi non existant | Tournoi non existant | Tournoi pro-am       | Tournoi pro-am       | Tournoi pro-am       | Tournoi pro-am       | Tournoi pro-am       | Tournoi pro-am       | Tournoi classé mineur | Tournoi classé mineur | Tournoi classé mineur | Tournoi classé mineur | Tournoi classé mineur | Tournoi classé mineur | Tournoi classé       | Tournoi classé       | Tournoi classé    | A                 |                   |                   |                   |                   |                   |                   |                   |                   |                   |                   |                   |                   |                   |                   |                   |                |                |            |    |
| Masters de Shanghai                                 | Tournoi non existant | Tournoi non existant | Tournoi non existant | Tournoi non existant | Tournoi non existant | Tournoi non existant | Tournoi non existant | Tournoi non existant | Tournoi non existant | Tournoi non existant | Tournoi non existant | Tournoi non existant | Tournoi classé       | Tournoi classé       | Tournoi classé       | Tournoi classé        | Tournoi classé        | Tournoi classé        | Tournoi classé        | Tournoi classé        | Tournoi classé        | Tournoi classé       | Tournoi classé       | QF                | 1T                |                   |                   |                   |                   |                   |                   |                   |                   |                   |                   |                   |                   |                   |                   |                   |                |                |            |    |
| Open de Haining                                     | Tournoi non existant | Tournoi non existant | Tournoi non existant | Tournoi non existant | Tournoi non existant | Tournoi non existant | Tournoi non existant | Tournoi non existant | Tournoi non existant | Tournoi non existant | Tournoi non existant | Tournoi non existant | Tournoi non existant | Tournoi non existant | Tournoi non existant | Tournoi non existant  | Tournoi non existant  | Tournoi non existant  | Tournoi non existant  | CM                    | CM                    | A                    | DF                   | A                 | 4T                |                   |                   |                   |                   |                   |                   |                   |                   |                   |                   |                   |                   |                   |                   |                   |                |                |            |    |
| Champion des champions                              | Tournoi non existant | Tournoi non existant | Tournoi non existant | Tournoi non existant | Tournoi non existant | Tournoi non existant | Tournoi non existant | Tournoi non existant | Tournoi non existant | Tournoi non existant | Tournoi non existant | Tournoi non existant | Tournoi non existant | Tournoi non existant | Tournoi non existant | Tournoi non existant  | Tournoi non existant  | Tournoi non existant  | F                     | 1T                    | 1T                    | QF                   | F                    | 1T                | 1T                |                   |                   |                   |                   |                   |                   |                   |                   |                   |                   |                   |                   |                   |                   |                   |                |                |            |    |
| Masters                                             | DQ                   | DQ                   | DQ                   | DQ                   | DQ                   | DQ                   | DQ                   | DQ                   | DQ                   | A                    | 1T                   | WC                   | DQ                   | DQ                   | DQ                   | A                     | 1T                    | 1T                    | 1T                    | 1T                    | DF                    | 1T                   | A                    | 1T                | V                 |                   |                   |                   |                   |                   |                   |                   |                   |                   |                   |                   |                   |                   |                   |                   |                |                |            |    |
| Championnat de la ligue                             | Tournoi non existant | Tournoi non existant | Tournoi non existant | Tournoi non existant | Tournoi non existant | Tournoi non existant | Tournoi non existant | Tournoi non existant | Tournoi non existant | Tournoi non existant | Tournoi non existant | Tournoi non existant | RR                   | DF                   | RR                   | RR                    | RR                    | RR                    | RR                    | V                     | RR                    | RR                   | A                    | 2T                | 2T                |                   |                   |                   |                   |                   |                   |                   |                   |                   |                   |                   |                   |                   |                   |                   |                |                |            |    |
| Tournois alternatifs                                |                      |                      |                      |                      |                      |                      |                      |                      |                      |                      |                      |                      |                      |                      |                      |                       |                       |                       |                       |                       |                       |                      |                      |                   |                   |                   |                   |                   |                   |                   |                   |                   |                   |                   |                   |                   |                   |                   |                   |                   |                |                |            |    |
| Championnat du monde de snooker à six billes rouges | Tournoi non existant | Tournoi non existant | Tournoi non existant | Tournoi non existant | Tournoi non existant | Tournoi non existant | Tournoi non existant | Tournoi non existant | Tournoi non existant | Tournoi non existant | Tournoi non existant | Tournoi non existant | Tournoi non existant | F                    | 2T                   | 1T                    | NT                    | 1T                    | DF                    | 2T                    | 1T                    | F                    | 1T                   | QF                | QF                |                   |                   |                   |                   |                   |                   |                   |                   |                   |                   |                   |                   |                   |                   |                   |                |                |            |    |
| Anciens tournois classés                            |                      |                      |                      |                      |                      |                      |                      |                      |                      |                      |                      |                      |                      |                      |                      |                       |                       |                       |                       |                       |                       |                      |                      |                   |                   |                   |                   |                   |                   |                   |                   |                   |                   |                   |                   |                   |                   |                   |                   |                   |                |                |            |    |
| Classique de Dubai                                  | DQ                   | DQ                   | Tournoi abandonné    | Tournoi abandonné    | Tournoi abandonné    | Tournoi abandonné    | Tournoi abandonné    | Tournoi abandonné    | Tournoi abandonné    | Tournoi abandonné    | Tournoi abandonné    | Tournoi abandonné    | Tournoi abandonné    | Tournoi abandonné    | Tournoi abandonné    | Tournoi abandonné     | Tournoi abandonné     | Tournoi abandonné     | Tournoi abandonné     | Tournoi abandonné     | Tournoi abandonné     | Tournoi abandonné    | Tournoi abandonné    | Tournoi abandonné | Tournoi abandonné | Tournoi abandonné | Tournoi abandonné | Tournoi abandonné | Tournoi abandonné | Tournoi abandonné | Tournoi abandonné | Tournoi abandonné |                   |                   |                   |                   |                   |                   |                   |                   |                |                |            |    |
| Grand Prix de Malte                                 | Tournoi non classé   | Tournoi non classé   | Tournoi non classé   | Tournoi non classé   | DQ                   | NC                   | Tournoi abandonné    | Tournoi abandonné    | Tournoi abandonné    | Tournoi abandonné    | Tournoi abandonné    | Tournoi abandonné    | Tournoi abandonné    | Tournoi abandonné    | Tournoi abandonné    | Tournoi abandonné     | Tournoi abandonné     | Tournoi abandonné     | Tournoi abandonné     | Tournoi abandonné     | Tournoi abandonné     | Tournoi abandonné    | Tournoi abandonné    | Tournoi abandonné | Tournoi abandonné | Tournoi abandonné | Tournoi abandonné | Tournoi abandonné | Tournoi abandonné | Tournoi abandonné | Tournoi abandonné | Tournoi abandonné | Tournoi abandonné | Tournoi abandonné | Tournoi abandonné | Tournoi abandonné |                   |                   |                   |                   |                |                |            |    |
| Masters de Thaïlande                                | DQ                   | DQ                   | A                    | DQ                   | DQ                   | DQ                   | 1T                   | NC                   | Tournoi non tenu     | Tournoi non tenu     | Tournoi non tenu     | NC                   | Tournoi abandonné    | Tournoi abandonné    | Tournoi abandonné    | Tournoi abandonné     | Tournoi abandonné     | Tournoi abandonné     | Tournoi abandonné     | Tournoi abandonné     | Tournoi abandonné     | Tournoi abandonné    | Tournoi abandonné    | Tournoi abandonné | Tournoi abandonné | Tournoi abandonné | Tournoi abandonné | Tournoi abandonné | Tournoi abandonné | Tournoi abandonné | Tournoi abandonné | Tournoi abandonné |                   |                   |                   |                   |                   |                   |                   |                   |                |                |            |    |
| Open de Grande-Bretagne                             | DQ                   | DQ                   | A                    | DQ                   | 3T                   | 1T                   | DQ                   | DQ                   | 1T                   | 3T                   | Tournoi abandonné    | Tournoi abandonné    | Tournoi abandonné    | Tournoi abandonné    | Tournoi abandonné    | Tournoi abandonné     | Tournoi abandonné     | Tournoi abandonné     | Tournoi abandonné     | Tournoi abandonné     | Tournoi abandonné     | Tournoi abandonné    | Tournoi abandonné    | Tournoi abandonné | Tournoi abandonné | Tournoi abandonné | Tournoi abandonné | Tournoi abandonné | Tournoi abandonné | Tournoi abandonné |                   |                   |                   |                   |                   |                   |                   |                   |                   |                   |                |                |            |    |
| Masters d'Irlande                                   | Tournoi non classé   | Tournoi non classé   | Tournoi non classé   | Tournoi non classé   | Tournoi non classé   | Tournoi non classé   | Tournoi non classé   | 1T                   | 1T                   | DQ                   | NT                   | NC                   | Tournoi abandonné    | Tournoi abandonné    | Tournoi abandonné    | Tournoi abandonné     | Tournoi abandonné     | Tournoi abandonné     | Tournoi abandonné     | Tournoi abandonné     | Tournoi abandonné     | Tournoi abandonné    | Tournoi abandonné    | Tournoi abandonné | Tournoi abandonné | Tournoi abandonné | Tournoi abandonné | Tournoi abandonné | Tournoi abandonné | Tournoi abandonné | Tournoi abandonné | Tournoi abandonné |                   |                   |                   |                   |                   |                   |                   |                   |                |                |            |    |
| Coupe de Malte                                      | DQ                   | DQ                   | NT                   | DQ                   | Non tenu             | Non tenu             | DQ                   | DQ                   | DQ                   | DQ                   | 2T                   | 1T                   | NC                   | Tournoi abandonné    | Tournoi abandonné    | Tournoi abandonné     | Tournoi abandonné     | Tournoi abandonné     | Tournoi abandonné     | Tournoi abandonné     | Tournoi abandonné     | Tournoi abandonné    | Tournoi abandonné    | Tournoi abandonné | Tournoi abandonné | Tournoi abandonné | Tournoi abandonné | Tournoi abandonné | Tournoi abandonné | Tournoi abandonné | Tournoi abandonné | Tournoi abandonné | Tournoi abandonné |                   |                   |                   |                   |                   |                   |                   |                |                |            |    |
| Trophée d'Irlande du Nord                           | Tournoi non existant | Tournoi non existant | Tournoi non existant | Tournoi non existant | Tournoi non existant | Tournoi non existant | Tournoi non existant | Tournoi non existant | Tournoi non existant | Tournoi non existant | NC                   | 1T                   | 1T                   | 1T                   | Tournoi abandonné    | Tournoi abandonné     | Tournoi abandonné     | Tournoi abandonné     | Tournoi abandonné     | Tournoi abandonné     | Tournoi abandonné     | Tournoi abandonné    | Tournoi abandonné    | Tournoi abandonné | Tournoi abandonné | Tournoi abandonné | Tournoi abandonné | Tournoi abandonné | Tournoi abandonné | Tournoi abandonné | Tournoi abandonné | Tournoi abandonné | Tournoi abandonné | Tournoi abandonné |                   |                   |                   |                   |                   |                   |                |                |            |    |
| Championnat de Bahreïn                              | Tournoi non tenu     | Tournoi non tenu     | Tournoi non tenu     | Tournoi non tenu     | Tournoi non tenu     | Tournoi non tenu     | Tournoi non tenu     | Tournoi non tenu     | Tournoi non tenu     | Tournoi non tenu     | Tournoi non tenu     | Tournoi non tenu     | Tournoi non tenu     | 1T                   | Tournoi abandonné    | Tournoi abandonné     | Tournoi abandonné     | Tournoi abandonné     | Tournoi abandonné     | Tournoi abandonné     | Tournoi abandonné     | Tournoi abandonné    | Tournoi abandonné    | Tournoi abandonné | Tournoi abandonné | Tournoi abandonné | Tournoi abandonné | Tournoi abandonné | Tournoi abandonné | Tournoi abandonné | Tournoi abandonné | Tournoi abandonné | Tournoi abandonné | Tournoi abandonné |                   |                   |                   |                   |                   |                   |                |                |            |    |
| Classique de Wuxi                                   | Tournoi non existant | Tournoi non existant | Tournoi non existant | Tournoi non existant | Tournoi non existant | Tournoi non existant | Tournoi non existant | Tournoi non existant | Tournoi non existant | Tournoi non existant | Tournoi non existant | Tournoi non existant | Tournoi non existant | Tournoi non classé   | Tournoi non classé   | Tournoi non classé    | Tournoi non classé    | F                     | 2T                    | 3T                    | Tournoi abandonné     | Tournoi abandonné    | Tournoi abandonné    | Tournoi abandonné | Tournoi abandonné | Tournoi abandonné | Tournoi abandonné | Tournoi abandonné | Tournoi abandonné | Tournoi abandonné | Tournoi abandonné | Tournoi abandonné | Tournoi abandonné | Tournoi abandonné | Tournoi abandonné | Tournoi abandonné | Tournoi abandonné | Tournoi abandonné | Tournoi abandonné | Tournoi abandonné |                |                |            |    |
| Open d'Australie                                    | NC                   | Tournoi non tenu     | Tournoi non tenu     | Tournoi non tenu     | Tournoi non tenu     | Tournoi non tenu     | Tournoi non tenu     | Tournoi non tenu     | Tournoi non tenu     | Tournoi non tenu     | Tournoi non tenu     | Tournoi non tenu     | Tournoi non tenu     | Tournoi non tenu     | Tournoi non tenu     | Tournoi non tenu      | V                     | 1T                    | 2T                    | QF                    | 1T                    | Tournoi abandonné    | Tournoi abandonné    | Tournoi abandonné | Tournoi abandonné |                   |                   |                   |                   |                   |                   |                   |                   |                   |                   |                   |                   |                   |                   |                   |                |                |            |    |
| Open d'Inde                                         | Tournoi non existant | Tournoi non existant | Tournoi non existant | Tournoi non existant | Tournoi non existant | Tournoi non existant | Tournoi non existant | Tournoi non existant | Tournoi non existant | Tournoi non existant | Tournoi non existant | Tournoi non existant | Tournoi non existant | Tournoi non existant | Tournoi non existant | Tournoi non existant  | Tournoi non existant  | Tournoi non existant  | 3T                    | A                     | NT                    | 3T                   | 3T                   | 3T                | NT                | NT                | NT                | NT                |                   |                   |                   |                   |                   |                   |                   |                   |                   |                   |                   |                   |                |                |            |    |
| Masters de Shanghai                                 | Tournoi non existant | Tournoi non existant | Tournoi non existant | Tournoi non existant | Tournoi non existant | Tournoi non existant | Tournoi non existant | Tournoi non existant | Tournoi non existant | Tournoi non existant | Tournoi non existant | Tournoi non existant | QF                   | 2T                   | 2T                   | 2T                    | 2T                    | QF                    | 1T                    | V                     | DF                    | DF                   | F                    | Non classé        | Non classé        | Non classé        | Non classé        | Non classé        | Non classé        | Non classé        | Non classé        | Non classé        | Non classé        | Non classé        | Non classé        | Non classé        | Non classé        | Non classé        | Non classé        | Non classé        | Non classé     | Non classé     | Non classé |    |
| Open de Chine                                       | Non existant         | Non existant         | NC                   | DQ                   | 1T                   | DQ                   | DQ                   | Non tenu             | Non tenu             | 2T                   | 1T                   | 2T                   | 1T                   | DQ                   | DQ                   | 1T                    | 2T                    | QF                    | F                     | 2T                    | QF                    | 3T                   | QF                   | QF                | NT                | NT                | NT                | NT                |                   |                   |                   |                   |                   |                   |                   |                   |                   |                   |                   |                   |                |                |            |    |
| Classique Paul Hunter                               | Tournoi non existant | Tournoi non existant | Tournoi non existant | Tournoi non existant | Tournoi non existant | Tournoi non existant | Tournoi non existant | Tournoi non existant | Tournoi non existant | Tournoi pro-am       | Tournoi pro-am       | Tournoi pro-am       | Tournoi pro-am       | Tournoi pro-am       | Tournoi pro-am       | Tournoi classé mineur | Tournoi classé mineur | Tournoi classé mineur | Tournoi classé mineur | Tournoi classé mineur | Tournoi classé mineur | 2T                   | 1T                   | A                 | NC                | NC                | NC                | NC                | NC                | NC                | NC                | NC                | NC                | NC                | NC                | NC                | NC                | NC                | NC                | NC                | NC             | NC             | NC         | NC |
| Anciens tournois non classés                        |                      |                      |                      |                      |                      |                      |                      |                      |                      |                      |                      |                      |                      |                      |                      |                       |                       |                       |                       |                       |                       |                      |                      |                   |                   |                   |                   |                   |                   |                   |                   |                   |                   |                   |                   |                   |                   |                   |                   |                   |                |                |            |    |
| Masters d'Écosse                                    | A                    | A                    | A                    | A                    | A                    | DQ                   | A                    | A                    | Tournoi abandonné    | Tournoi abandonné    | Tournoi abandonné    | Tournoi abandonné    | Tournoi abandonné    | Tournoi abandonné    | Tournoi abandonné    | Tournoi abandonné     | Tournoi abandonné     | Tournoi abandonné     | Tournoi abandonné     | Tournoi abandonné     | Tournoi abandonné     | Tournoi abandonné    | Tournoi abandonné    | Tournoi abandonné | Tournoi abandonné | Tournoi abandonné | Tournoi abandonné | Tournoi abandonné |                   |                   |                   |                   |                   |                   |                   |                   |                   |                   |                   |                   |                |                |            |    |
| Masters du Brésil (en)                              | Tournoi non existant | Tournoi non existant | Tournoi non existant | Tournoi non existant | Tournoi non existant | Tournoi non existant | Tournoi non existant | Tournoi non existant | Tournoi non existant | Tournoi non existant | Tournoi non existant | Tournoi non existant | Tournoi non existant | Tournoi non existant | Tournoi non existant | Tournoi non existant  | 1T                    | Tournoi abandonné     | Tournoi abandonné     | Tournoi abandonné     | Tournoi abandonné     | Tournoi abandonné    | Tournoi abandonné    | Tournoi abandonné | Tournoi abandonné | Tournoi abandonné | Tournoi abandonné | Tournoi abandonné | Tournoi abandonné | Tournoi abandonné | Tournoi abandonné | Tournoi abandonné | Tournoi abandonné | Tournoi abandonné | Tournoi abandonné | Tournoi abandonné | Tournoi abandonné |                   |                   |                   |                |                |            |    |
| Première ligue                                      | A                    | A                    | A                    | A                    | A                    | A                    | A                    | A                    | A                    | A                    | A                    | A                    | A                    | A                    | A                    | A                     | A                     | V                     | Tournoi abandonné     | Tournoi abandonné     | Tournoi abandonné     | Tournoi abandonné    | Tournoi abandonné    | Tournoi abandonné | Tournoi abandonné | Tournoi abandonné | Tournoi abandonné | Tournoi abandonné | Tournoi abandonné | Tournoi abandonné | Tournoi abandonné | Tournoi abandonné | Tournoi abandonné | Tournoi abandonné | Tournoi abandonné | Tournoi abandonné | Tournoi abandonné | Tournoi abandonné |                   |                   |                |                |            |    |
| Grand Prix mondial                                  | Tournoi non existant | Tournoi non existant | Tournoi non existant | Tournoi non existant | Tournoi non existant | Tournoi non existant | Tournoi non existant | Tournoi non existant | Tournoi non existant | Tournoi non existant | Tournoi non existant | Tournoi non existant | Tournoi non existant | Tournoi non existant | Tournoi non existant | Tournoi non existant  | Tournoi non existant  | Tournoi non existant  | Tournoi non existant  | DF                    | Tournoi classé        | Tournoi classé       | Tournoi classé       | Tournoi classé    | Tournoi classé    | Tournoi classé    | Tournoi classé    | Tournoi classé    | Tournoi classé    | Tournoi classé    | Tournoi classé    | Tournoi classé    | Tournoi classé    | Tournoi classé    | Tournoi classé    | Tournoi classé    | Tournoi classé    | Tournoi classé    | Tournoi classé    | Tournoi classé    |                |                |            |    |
| Championnat de Chine                                | Tournoi non existant | Tournoi non existant | Tournoi non existant | Tournoi non existant | Tournoi non existant | Tournoi non existant | Tournoi non existant | Tournoi non existant | Tournoi non existant | Tournoi non existant | Tournoi non existant | Tournoi non existant | Tournoi non existant | Tournoi non existant | Tournoi non existant | Tournoi non existant  | Tournoi non existant  | Tournoi non existant  | Tournoi non existant  | Tournoi non existant  | Tournoi non existant  | F                    | Tournoi classé       | Tournoi classé    | Tournoi classé    | Tournoi classé    | Tournoi classé    | Tournoi classé    | Tournoi classé    | Tournoi classé    | Tournoi classé    | Tournoi classé    | Tournoi classé    | Tournoi classé    | Tournoi classé    | Tournoi classé    | Tournoi classé    | Tournoi classé    | Tournoi classé    | Tournoi classé    | Tournoi classé | Tournoi classé |            |    |
| Shoot-Out                                           | Tournoi non existant | Tournoi non existant | Tournoi non existant | Tournoi non existant | Tournoi non existant | Tournoi non existant | Tournoi non existant | Tournoi non existant | Tournoi non existant | Tournoi non existant | Tournoi non existant | Tournoi non existant | Tournoi non existant | Tournoi non existant | Tournoi non existant | 3T                    | 2T                    | 1T                    | F                     | 2T                    | 2T                    | Tournoi classé       | Tournoi classé       | Tournoi classé    | Tournoi classé    | Tournoi classé    | Tournoi classé    | Tournoi classé    | Tournoi classé    | Tournoi classé    | Tournoi classé    | Tournoi classé    | Tournoi classé    | Tournoi classé    | Tournoi classé    | Tournoi classé    |                   |                   |                   |                   |                |                |            |    |

| Légendes des performances | Légendes des performances | Légendes des performances | Légendes des performances                                                      | Légendes des performances | Légendes des performances  |
| ------------------------- | ------------------------- | ------------------------- | ------------------------------------------------------------------------------ | ------------------------- | -------------------------- |
| DQ                        | Défaite en qualifications | XT                        | Défaite au tour X WC = tour d'invitation (tour de wild card), RR = round-robin | QF                        | Défaite en quart de finale |
| DF                        | Défaite en demi-finale    | F                         | Défaite en finale                                                              | V                         | Victoire                   |
| NQ                        | Non Qualifié              | A                         | Absent/Forfait                                                                 | F                         | Retrait du tournoi         |
| D                         | Disqualifié du tournoi    |                           |                                                                                |                           |                            |

| NT / Non tenu              | NT / Non tenu              | NT / Non tenu              | NT / Non tenu              | Événement non tenu    |
| NC / Tournoi non classé    | NC / Tournoi non classé    | NC / Tournoi non classé    | NC / Tournoi non classé    | Tournoi non classé    |
| C / Tournoi classé         | C / Tournoi classé         | C / Tournoi classé         | C / Tournoi classé         | Tournoi classé        |
| CM / Tournoi classé mineur | CM / Tournoi classé mineur | CM / Tournoi classé mineur | CM / Tournoi classé mineur | Tournoi classé mineur |